# À nos enfants
Pour plus de détails, voir Fiche technique et Distribution.
À nos enfants est un drame romantique brésilien réalisé par Maria de Medeiros, et sorti en 2019.

## Fiche technique
- Titre original : Aos Nossos Filhos
- Réalisation : Maria de Medeiros
- Scénario : Maria de Medeiros et Laura Castro
- Photographie : Edgar Moura
- Décors :
- Costumes : Reneta Russo
- Montage : Manuel De Sousa
- Musique :
- Production : Laura Castro, Marta Nobrega, Thierry Lenouvel, Paula Cosenza et Denise Gomes
  - Producteur associé : Carlos Diegues
  - Coproducteur : Gustavo Angel Olaya
  - Producteur exécutif : Gisela Camara
- Société de production : Ciné-Sud Promotion, AG Studios, Bossa Nova Films, Cria Producoes Artisticas et BRDE
- Société de distribution : Epicentre Films
- Pays de production :  France
- Langue originale : français
- Format : couleur — 2,35:1
- Genre : Drame romantique
- Durée : 107 min
- Dates de sortie :
  - Brésil : 17 décembre 2019 (Rio de Janeiro)
  - France : 
    - 24 octobre 2020 (Paris)
    - 23 février 2022 (en salles)

  - Canada : 27 novembre 2021

## Distribution
- Marieta Severo : Vera
- José de Abreu : Fernando
- Laura Castro : Tânia
- Marta Nobrega : Vanessa
- Andrei Cardoso : Caique
- Claudio Lins : Sergio
- Antonio Pitanga : Rodrigo
- Denise Crispim : Clarisse
- Ricardo Pereira : Antonio